# Punch-Out!!

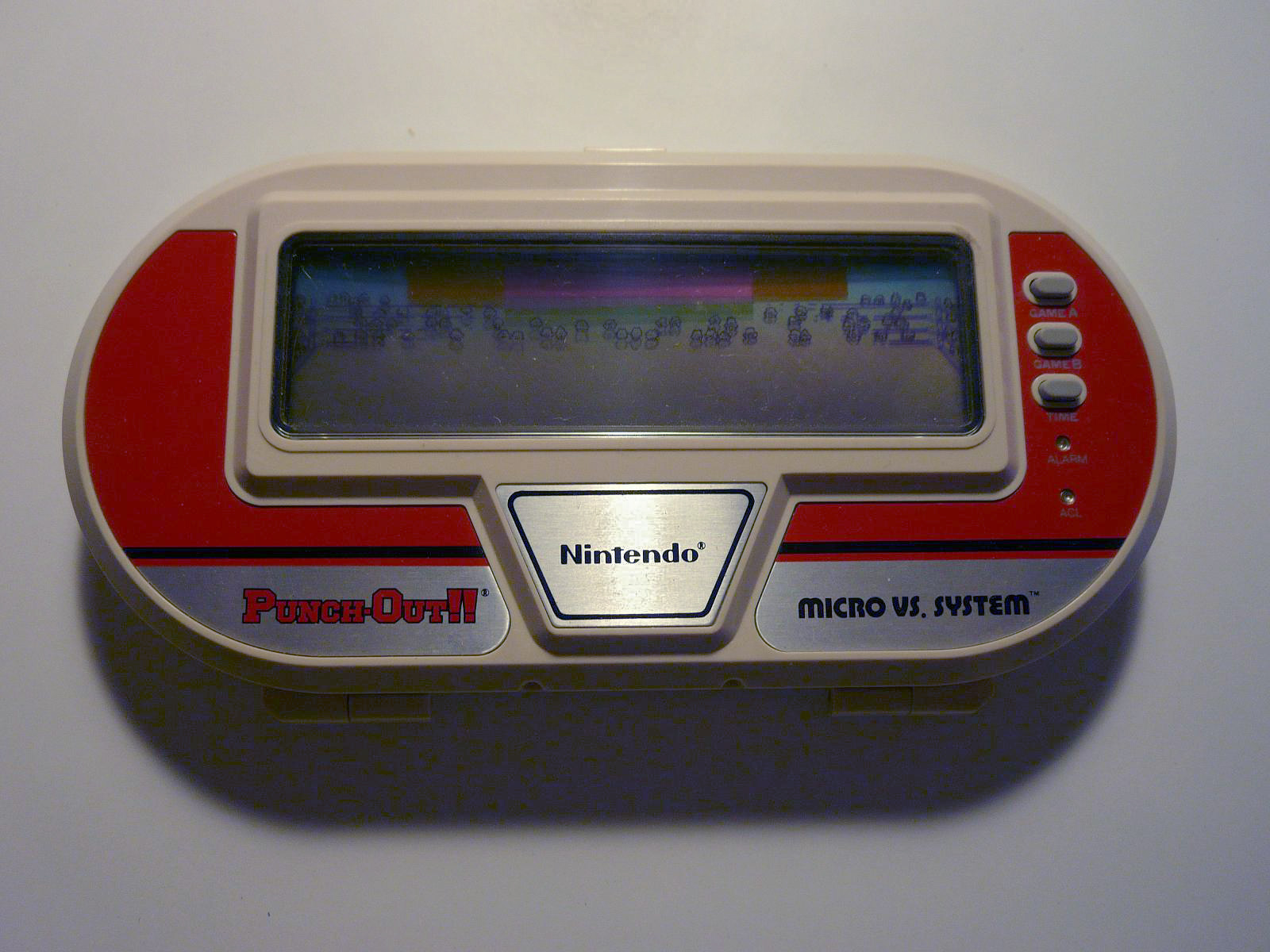
Punch-Out!! auf Micro vs. System (Game-&-Watch-Familie)

Punch-Out!! ist ein Arcade-Box-Spiel, das 1984 von Nintendo entwickelt wurde. Es war das beliebteste Spiel 1984, hatte mehrere Nachfolger und verfügte bereits über Sprachausgabe.

## Spielbeschreibung
Der Spieler muss gegen sechs comicartige Gegner im Boxduell antreten. Seine Figur ist als grünes Drahtgittermodell dargestellt, so dass er die Gegner durch den Körper besser erkennen kann. Die Eingabe erfolgt über einen 4-Wege-Joystick und 3 Knöpfe (Schlag mit linkem Arm, rechtem Arm und Aufwärtshaken/Uppercut). Letzterer erfolgt über eine größere Taste und kann nur bei genügend Treffern ausgeführt werden. Eine blinkende KO-Anzeige und die Stimme eines Kampfrichters weisen darauf hin. Der Arcade-Automat verfügt über zwei, übereinanderstehende Monitore, wobei der oberste nur Statistikdaten und Bilder der Boxer anzeigt.

### Gegner
1. Glass Joe (aus Paris, Name abgeleitet von engl. glass jaw/schwacher Kiefer)
2. Piston Hurricane (aus Havanna)
3. Bald Bull („Mad Man from Istanbul“)
4. Kid Quick (aus Brooklyn)
5. Pizza Pasta (aus Napoli)
6. Mr. Sandman (Endgegner aus Philadelphia, ähnl. Joe Frazier, in manchen Versionen als Mike Tyson oder Mr. Dream)

Die Gegner werden natürlich immer stärker und schneller. Jeder hat seine eigene Technik und witzige Kommentare. Manche Boxer kommen in mehreren Spielen vor und teilweise gab es auch Merchandising-Produkte.

## Besonderheiten
- Sprachausgabe
- Mario, Luigi, Donkey Kong und Donkey Kong Junior befinden sich unter den Zuschauern
- Mario ist Schiedsrichter
- Titelmusik Gillette Look Sharp March stammt aus der Gillette-Werbung und dem Film Wie ein wilder Stier von Martin Scorsese
- In einer Folge der Serie Die Simpsons wird ein sehr ähnliches Spiel gespielt

## Nachfolger
- Boxing (1984, Nintendo Game & Watch, später umbenannt in Punch-Out!!)
- Super Punch-Out!! (1985, Arcade)
- Mike Tyson's Punch-Out!! (1987, NES, PlayChoice-10) wegen Lizenzgründen später als Punch-Out!!
- Super Punch-Out!! (1994, SNES)
- Arm Wrestling (1985, Arcade, Armdrücken auch mit Bald Bull, Spin-off)
- Punch Out!! (2009 für Nintendo Wii) Release am 22. Mai 2009

## Ähnliche Spiele
- Frank Bruno's Boxing (1985, für C64, Elite Systems)
- Heavyweight Champ (1987, Arcade, Sega) mit Armgriffen statt Knöpfen
- Title Fight (1991, Arcade, Sega) für 2 Spieler mit Armgriffen